# Facundo Pons
Facundo Eduardo Pons (22 de noviembre de 1995; Venado Tuerto, Santa Fe, Argentina) es un futbolista argentino que juega como delantero. Actualmente se encuentra sin equipo.

## Trayectoria
Comenzó su carrera en Juventud Pueyrredon donde se destacó con 16 años. Luego pasó a Arsenal Fútbol Club, donde ascendió a la Primera División de Argentina. Tuvo pasos por Deportivo Riestra, Quilmes y Alvarado. Tras pasar la temporada 2023 en Arsenal, para 2024 fue presentado como nuevo jugador de Macará de Ecuador.
Tras 6 meses en el fútbol ecuatoriano, el segundo semestre de 2024 firma por Estudiantes (RC) de la Primera nacional Argentina.El 28 de diciembre de 2024 es anunciado como nuevo jugador de Defensores de Belgrano.En agosto de 2025, luego de dos expulsiones y un intento del club por sancionarlo con la bajada de su sueldo, acordó la resición del contrato.

## Estadísticas

### Clubes
Actualizado al último partido disputado el 26 de julio de 2025.
| Juventud Pueyrredón Argentina | 4.ª                 | 2017                | 17  | 4  | -  | - | - | - | 17  | 4  | 0.24 |
| Juventud Pueyrredón Argentina | Total club          | Total club          | 17  | 4  | -  | - | - | - | 17  | 4  | 0.24 |
| Arsenal Argentina | 2.ª                 | 2018-19             | 20  | 7  | 1  | 0 | - | - | 21  | 7  | 0.33 |
| Arsenal Argentina | 1.ª                 | 2019-20             | 3   | 0  | 0  | 0 | - | - | 3   | 0  | 0    |
| Arsenal Argentina | 1.ª                 | 2020                | -   | -  | 8  | 1 | - | - | 8   | 1  | 0.13 |
| Arsenal Argentina | 1.ª                 | 2021                | -   | -  | 1  | 0 | - | - | 1   | 0  | 0    |
| Arsenal Argentina | 1.ª                 | 2023                | 13  | 2  | 6  | 0 | - | - | 19  | 2  | 0.11 |
| Arsenal Argentina | Total club          | Total club          | 36  | 9  | 16 | 1 | - | - | 52  | 10 | 0.19 |
| Deportivo Riestra Argentina | 2.ª                 | 2019-20             | 3   | 0  | -  | - | - | - | 3   | 0  | 0    |
| Deportivo Riestra Argentina | Total club          | Total club          | 3   | 0  | 0  | 0 | - | - | 3   | 0  | 0    |
| Quilmes Argentina | 2.ª                 | 2021                | 27  | 8  | -  | - | - | - | 27  | 8  | 0.3  |
| Quilmes Argentina | Total club          | Total club          | 27  | 8  | -  | - | - | - | 27  | 8  | 0.3  |
| Alvarado Argentina | 2.ª                 | 2022                | 24  | 3  | -  | - | - | - | 24  | 3  | 0.13 |
| Alvarado Argentina | Total club          | Total club          | 24  | 3  | -  | - | - | - | 24  | 3  | 0.13 |
| Macará · Ecuador | 1.ª                 | 2024                | 13  | 6  | 0  | 0 | - | - | 13  | 6  | 0.46 |
| Macará · Ecuador | Total club          | Total club          | 13  | 6  | 0  | 0 | 0 | 0 | 13  | 6  | 0.46 |
| Estudiantes (RC) Argentina | 2.ª                 | 2024                | 9   | 0  | -  | - | - | - | 9   | 0  | 0    |
| Estudiantes (RC) Argentina | Total club          | Total club          | 9   | 0  | -  | - | - | - | 9   | 0  | 0    |
| Defensores de Belgrano Argentina | 2.ª                 | 2025                | 13  | 7  | 1  | 0 | - | - | 14  | 7  | 0.5  |
| Defensores de Belgrano Argentina | Total club          | Total club          | 13  | 7  | 1  | 0 | - | - | 14  | 7  | 0.5  |
| Total en su carrera | Total en su carrera | Total en su carrera | 141 | 37 | 16 | 1 | 0 | 0 | 157 | 38 | 0.24 |
| (1) Las copas nacionales se refiere a la Copa Argentina, la Copa de la Superliga Argentina y a la Copa de la Liga Profesional. (2) Las copas internacionales se refiere a la Copa Libertadores y la Copa Sudamericana. (3) Media de goles por encuentro. No incluye goles en partidos amistosos. |                     |                     |     |    |    |   |   |   |     |    |      |